# کبری نورزایی
کبری نورزایی (۱۹۳۲ – ۱۹۸۶) سیاستمدار زن اهل افغانستان بود. وی نخستین زن افغانستانی بود که عهده‌دار سمت وزارتی در این کشور شد، کبری نورزایی از ۱۹۶۵ تا ۱۹۶۹ رئیس وزارت صحت عامه بود.
وی پیش از اینکه در دانشگاه کابل برود در لیسه ملالی تحصیل کرد. او سپس در ۱۹۵۶ به فرانسه رفت و در دانشگاه پاریس تحصیل کرد.
کبری نورزایی هیچ‌گاه ازدواج نکرد و در کارته سه در نزدیکی کابل وفات یافت.